# Max Dittrich
Max Dittrich (* 29. Juli 1889 in Wilkau; † 9. März 1976 in Alfeld) war ein deutscher Widerstandskämpfer in der Zeit des Nationalsozialismus. Als Polizist bewahrte er durch seine Zivilcourage mehrere Mitbürger vor Repressalien des NS-Staates.

## Leben
Max Dittrich wurde als eines von zwölf Kindern eines Bergmannes und einer Büglerin in Sachsen geboren. Er erlernte das Bäckerhandwerk und diente während des Ersten Weltkrieges in einer Feldküche. Nachdem eine lebensgefährliche Herzerweiterung aufgrund einer Mehlstauballergie festgestellt wurde, musste Dittrich umschulen. Nach einem Jahr auf der Polizeischule in Zwickau trat er in den preußischen Polizeidienst ein. Er durfte zwischen den Einsatzorten Köln und Schöneiche bei Berlin frei wählen und entschied sich für das kleinere Schöneiche, da es näher an seiner sächsischen Heimat lag.
Dittrich bezog 1920 das Dienstgebäude in Schöneiche, welches nicht als Polizeidienststelle erkennbar war. Neben dem Gutsdorf Schöneiche gehörten damals der noch selbstständige Ort Kleinschönebeck sowie die Kolonien Fichtenau, Grätzwalde, Hohenberge und die Villenkolonie Schöneiche zum Arbeitsbereich des einzigen Dorfpolizisten. Meist war er hier mit Dienstfahrrad und -hund unterwegs. Im Allgemeinen konnte er auftretende Probleme durch seine natürliche Autorität beheben, nur bei Auseinandersetzungen zwischen den Kommunisten aus Kleinschönebeck und den Nationalsozialisten aus Schöneiche musste er sich mehrfach Unterstützung von den Landjägern holen. Neben seinen eigentlichen Dienstgeschäften war Dittrich auch Baupolizist und staatlicher Desinfektor des Ortes, der 1939 zwangsvereinigt wurde. Am 1. Mai 1933 trat er in die NSDAP ein (Mitgliedsnummer 2.785.823).
Dittrichs Bedeutung geht auf seine mehrfach gezeigte Zivilcourage im Nationalsozialismus zurück. Ende Januar 1934 suchte er am Abend Ludwig von Gerdtell in dessen Wohnung auf und warnte ihn vor dessen am kommenden Tag geplanter Verhaftung. Gerdtell floh noch in der Nacht aus Deutschland. Im Januar 1944 warnte Dittrich die Familie Ritscher vor der bevorstehenden Deportation der Mutter Susanne Ritscher (geborene Loewenthal). Ihre Kinder täuschten einen Suizid am Müggelsee vor, daher konnte sie fliehen. Dank Dittrichs gewissenhaft angefertigter Protokolle akzeptierte die Gestapo den geschilderten Hergang, und die Malerin überlebte als einzige der vier Loewenthal-Schwestern, zu denen auch Käthe Loewenthal gehörte, den Holocaust.
Kurz vor Kriegsende floh Dittrich vor der anrückenden Roten Armee, da Gerüchte über die Erschießung aller Polizisten in dem von den Sowjets besetzten Teil Deutschlands kursierten. In Wittenberge wurde er am 8. Mai 1945 von Angehörigen der US-Army verhaftet, aber wenig später wieder freigelassen. Zu Fuß flüchtete er weiter nach Westen.
Max Dittrich starb am 9. März 1976 im Alter von 86 Jahren in Alfeld.